# Tiro ai Giochi della XXVIII Olimpiade - Double trap maschile
La gara di double trap maschile dei Giochi della XXVIII Olimpiade si svolse il 17 agosto 2004 al Markopoulo Olympic Shooting Centre. Presero parte 25 tiratori da 19 nazioni.

## Record
Prima dell'inizio dell'evento, i primati mondiali e olimpici più recenti erano i seguenti:
| Record          | Detentore       | Punteggio | Data              | Luogo              |
| --------------- | --------------- | --------- | ----------------- | ------------------ |
| Record mondiale | Michael Diamond | 147       | 19 luglio 1998    | Barcellona, Spagna |
| Record olimpico | Russell Mark    | 143       | 20 settembre 2000 | Sydney, Australia  |

| Record          | Detentore         | Punteggio | Data           | Luogo                          |
| --------------- | ----------------- | --------- | -------------- | ------------------------------ |
| Record mondiale | Daniele Di Spigno | 194       | 7 luglio 1999  | Tampere, Finlandia             |
| Record olimpico | Russell Mark      | 189       | 24 luglio 1996 | Atlanta, Stati Uniti d'America |

Ahmed Al-Maktoum stabilì il nuovo record olimpico nelle qualificazioni, ed eguagliò il record di Russell Mark nella fase finale.

## Qualificazioni
| Pos. | Atleta                      | Nazione             | A  | B  | C  | Totale | Shoot-off | Note |
| ---- | --------------------------- | ------------------- | -- | -- | -- | ------ | --------- | ---- |
| 1    | Ahmed Al-Maktoum            | Emirati Arabi Uniti | 48 | 48 | 48 | 144    |           | Q,   |
| 2    | Håkan Dahlby                | Svezia              | 46 | 48 | 44 | 138    |           | Q    |
| 3    | Wang Zheng                  | Cina                | 43 | 49 | 45 | 137    |           | Q    |
| 4    | Waldemar Schanz             | Germania            | 44 | 44 | 47 | 135    |           | Q    |
| 5    | Rajyavardhan Singh Rathore  | India               | 46 | 43 | 46 | 135    |           | Q    |
| 6    | Hu Binyuan                  | Cina                | 45 | 45 | 44 | 134    | 12        | Q    |
| 7    | Daniele Di Spigno           | Italia              | 45 | 46 | 43 | 134    | 11        |      |
| 8    | Fehaid Aldeehani            | Kuwait              | 44 | 44 | 46 | 134    | 3         |      |
| 9    | William Chetcuti            | Malta               | 43 | 44 | 47 | 134    | 1         |      |
| 9    | Vitalij Fokeev              | Russia              | 44 | 44 | 46 | 134    | 1         |      |
| 11   | Rashid Al-Athba             | Qatar               | 38 | 46 | 48 | 132    |           |      |
| 12   | Mashfi Al-Mutairi           | Kuwait              | 43 | 43 | 45 | 131    |           |      |
| 13   | Bret Erickson               | Stati Uniti         | 43 | 42 | 45 | 130    |           |      |
| 13   | Richard Faulds              | Gran Bretagna       | 41 | 44 | 45 | 130    |           |      |
| 15   | Steve Haberman              | Australia           | 43 | 42 | 44 | 129    |           |      |
| 16   | Sean Nicholson              | Zimbabwe            | 44 | 41 | 43 | 128    |           |      |
| 17   | Glenn Eller                 | Stati Uniti         | 41 | 44 | 42 | 127    |           |      |
| 17   | Marco Innocenti             | Italia              | 41 | 43 | 43 | 127    |           |      |
| 19   | Vasilij Mosin               | Russia              | 38 | 44 | 44 | 126    |           |      |
| 19   | Thomas Turner               | Australia           | 44 | 42 | 40 | 126    |           |      |
| 21   | Saleem Al-Nasri             | Oman                | 39 | 43 | 43 | 125    |           |      |
| 22   | Angelos Spyropoulos         | Grecia              | 39 | 46 | 39 | 124    |           |      |
| 23   | Lucas Rafael Bennazar Ortiz | Porto Rico          | 36 | 42 | 44 | 122    |           |      |
| 24   | Francisco Boza              | Perù                | 40 | 43 | 38 | 121    |           |      |
| 25   | Joonas Olkkonen             | Finlandia           | 41 | 38 | 39 | 118    |           |      |

## Finale
| Pos. | Atleta                     | Nazione             | Qualificazioni | Finale | Totale | Shoot-off | Note |
| ---- | -------------------------- | ------------------- | -------------- | ------ | ------ | --------- | ---- |
|      | Ahmed Al-Maktoum           | Emirati Arabi Uniti | 144            | 45     | 189    |           | =    |
|      | Rajyavardhan Singh Rathore | India               | 135            | 44     | 179    |           |      |
|      | Wang Zheng                 | Cina                | 137            | 41     | 178    |           |      |
| 4    | Hu Binyuan                 | Cina                | 134            | 43     | 177    | 2         |      |
| 5    | Håkan Dahlby               | Svezia              | 138            | 39     | 177    | 1         |      |
| 6    | Waldemar Schanz            | Germania            | 135            | 40     | 175    |           |      |